# Tanudan
Tanudan ist eine philippinische Stadtgemeinde in der Provinz Kalinga. Sie hat 9534 Einwohner (Zensus 1. August 2015).

## Baranggays
Tanudan ist politisch in 16 Baranggays unterteilt.
- Anggacan
- Babbanoy
- Dacalan
- Gaang
- Lower Mangali
- Lower Taloctoc
- Lower Lubo
- Upper Lubo
- Mabaca
- Pangol
- Poblacion
- Upper Taloctoc
- Anggacan Sur
- Dupligan
- Lay-asan
- Mangali Centro